# Auchenoglanis
Genre
Auchenoglanis est le nom d’un genre de poisson de la famille des Claroteidae.

## Liste desespèces
Selon FishBase (29 octobre 2017) et World Register of Marine Species (29 octobre 2017) :
- Auchenoglanis biscutatus (Geoffroy Saint-Hilaire, 1809)
- Auchenoglanis occidentalis (Valenciennes, 1840)